# Нибел, Флетчер
Флетчер Нибел (англ. Fletcher Knebel; 1 октября 1911, Дейтон — 26 февраля 1993, Гонолулу) — американский журналист и писатель.

## Биография
В детстве родители Флетчера неоднократно переезжали с места на место. Он окончил среднюю школу в Йонкерсе, в течение года учился в Сорбонне, и в 1934 году стал выпускником Майамского университета в Оксфорде, штат Огайо. После этого Нибел был приглашен на работу газетой «Coatesville Record» в городе Котсвилл, штат Пенсильвания.
Поработав после этого в других изданиях, в 1950 году он стал вашингтонским корреспондентом газетного агентства «Cowles Publications». В 1951—1964 годах он высмеивал американскую политику и правительство в колонке «Потомакская лихорадка».
В 1960 году написал главу о Джоне Кеннеди для книги «Кандидаты 1960». Это стало толчком к началу литературной деятельности Нибела. В том же году совместно с журналистом Чарльзом Бейли он опубликовал документальную книгу «Хиросима». В 1962 году вышел их роман «Семь дней в мае» о попытке военного переворота в Соединенных Штатах. Книга имела огромный успех, возглавив публикуемый в «The New York Times» список бестселлеров и находясь там в течение 49 недель. В 1964 году роман был успешно экранизирован. В том же году соавторы выпустили роман «Convention» (в русском переводе — «Чикагский вариант»). На этом их сотрудничество закончилось, и Нибел начал писать самостоятельно. Всего он написал 15 книг, большинство из которых являются политическими романами, но наиболее известным его произведением так и остались «Семь дней в мае».
В целом творчество Нибела является продуктом своего времени, но в то же время служит ценным источником информации о закулисной стороне тогдашней американской политики. Например, героиня «Чикагского варианта», делегат съезда Республиканской партии, переходит на сторону другого кандидата на пост президента после того, как узнает, что кандидат, поддерживаемый ею ранее, намерен подтасовать результаты голосования. «Исчезнувший» отражает озабоченность по поводу распространения сверхдержавами ядерного оружия в период холодной войны. Роман «Вторжение» рассматривает тот тип воинственности негритянского населения США, который сошел на нет к концу 1970-х годов.
Являлся убежденным либералом, опасающимся увеличения американской армией и спецслужбами своих размеров и мощи, о чем он писал в романе «Dark Horse»; это же мнение он высказывал и в других произведениях.
Нибел был женат четыре раза — первый раз в 1935 году, а последний — в 1985-м.
26 февраля 1993 года, после длительной борьбы с раком, Нибел принял смертельную дозу снотворного в своем доме в Гонолулу.
Автор фразы: «Курение — одна из главных причин статистики».